# Velha-a-Branca — Estaleiro Cultural

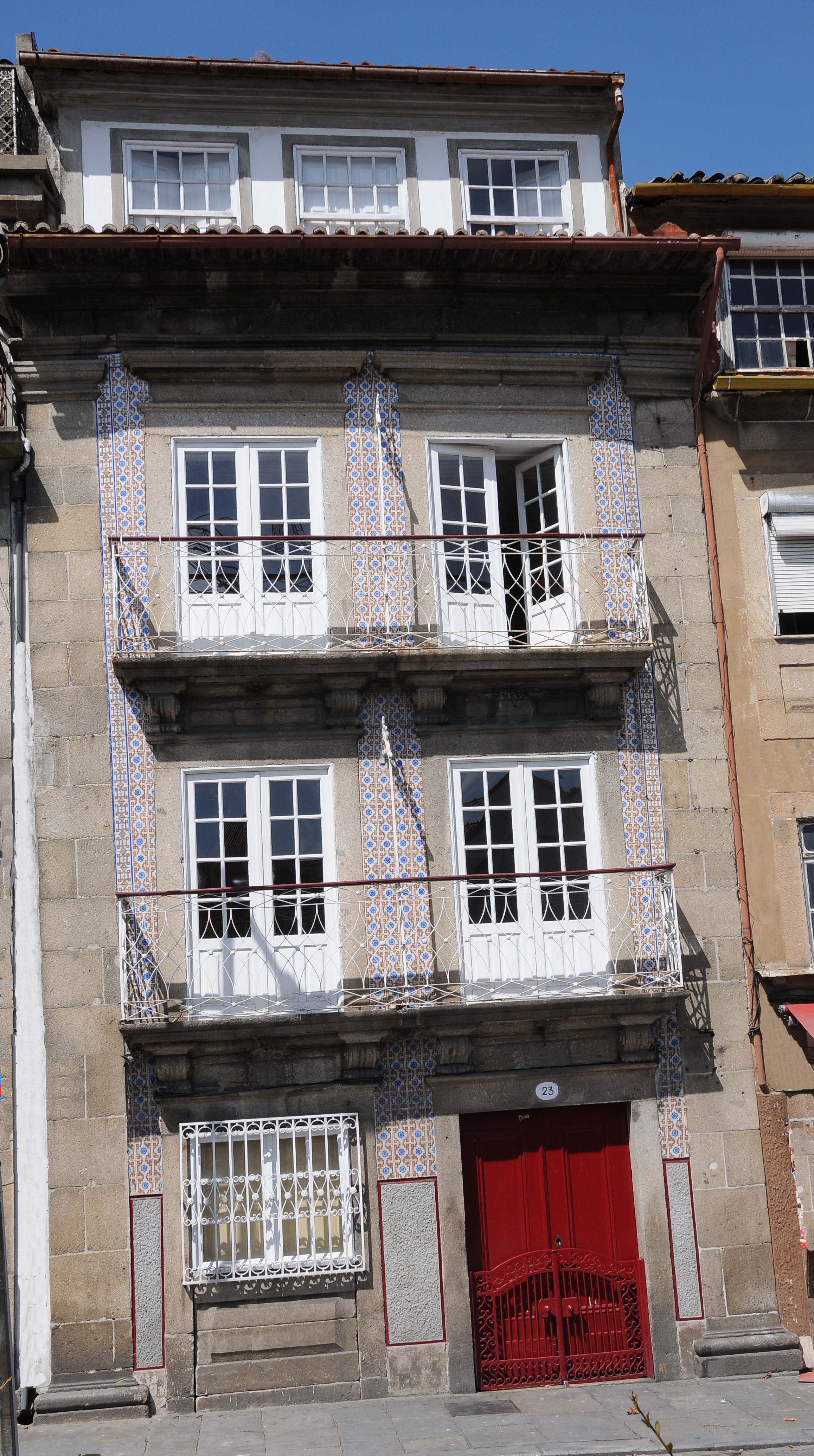
Velha-a-Branca — Estaleiro Cultural

Velha-a-Branca é um estaleiro cultural situado na cidade de Braga, mais precisamente no número 23 do Largo da Senhora-a-Branca, freguesia de São Victor.
Foi inaugurada em Outubro de 2004 e desde então foi-se tornando num dos pontos de referência cultural na cidade, organizando exposições, conferências, cursos livres nas mais diversas áreas, concertos e outras actividades regularmente. O edifício onde está sediada conta com uma sala de exposições, salas para workshops, uma cafetaria, um jardim, um miradouro no último patamar, entre outros espaços.

## A PROGRAMAÇÃO DO ESTALEIRO
A Velha-a-Branca é responsável pela organização de diversos eventos da cidade tais como as Conversas no Tanque, as Novelas de Braga (registo de memórias da cidade), o Fast Forward Portugal - Film Festival ligação externa, o concurso literário "Entrei em Braga Algo Desconfiado", os Leitores-da-Velha (comunidade de leitores), o VelhaCine, etc.
Por outro lado acolhe várias iniciativas em parceria com outras entidades, entre outras, o Café Scientifique ligação externa, as RiTE (reuniões informais às terças), o ciclo de conferências "Relações entre o Estado Novo e o III Reich", o Petra Deutsch Stammtisch (encontro de falantes de alemão).
É também umas das entidades fundadoras do projecto 5-em-linha que consiste na inauguração no primeiro sábado de cada mês, ao mesmo tempo, de várias exposições no centro histórico da cidade de Braga. Desta rede de inaugurações fazem também parte o Museu Nogueira da Silva, a Livraria Centésima Página, o Museu da Imagem e o Salão Pedro Remy - espaço cultural.